# Brug 1563
Brug 1563 is een vaste brug in Amsterdam Nieuw-West. De brug vormt voor voetgangers en fietsers de verbinding tussen het noordelijk en zuidelijk deel van het Sloterpark aan de westzijde van de Sloterplas. Ze maakt deel uit van het wandel- en trimparcours Rondje Sloterplas.
Het Sloterpark is vrijwel continu aan wijzigingen onderhevig. Een van de belangrijkste wijzigingen is de verplaatsing van het Sloterparkbad in de jaren 2000/2001. Dat zwembad kwam in de loop der jaren op een eiland te liggen geheel omringd door de Sloterparksingel, waardoor steeds meer bruggen noodzakelijk werden voor het bereiken van dat bad. In eerste instantie was het brug 1561 die tegelijkertijd met het zwembad werd gebouwd. Daarna volgden de bruggen 1562 en 1563, die naast toegang tot het terrein van het zwembad ook meer zorgden voor een scheiding tussen snel en langzaam verkeer. 
De uiterlijke kenmerken van bruggen 1562 en 1563 lijken op die van de bruggen die door de Dienst der Publieke Werken in Amsterdam in de jaren zestig en zeventig zijn ontworpen voor de Cornelis Lelylaan en omgeving. De opbouw bestaat uit een witte betonnen overspanning met daarop blauwe leuningen in een strakke vormgeving. Het bijzondere aan brug 1563 is dat zij gedurende haar overspanning ook stijgt/daalt; de landhoofden bevinden zich op verschillende hoogten.   